# فهرست وارثان بلافصل
این فهرستی است از وارثان بلافصل کنونی تاج و تخت‌های جهان.

## فهرست وارثان بلافصل
| کشور | تصویر | وارث بلافصل                                                                                     | نسبت با فرمانروای کنونی                           |
| --- | ----- | ----------------------------------------------------------------------------------------------- | ------------------------------------------------- |
| آنتیگوآ و باربودا · استرالیا · باهاما · باربادوس · بلیز · کانادا · گرنادا · جامائیکا · نیوزیلند · پاپوآ گینه نو · سنت کیتس و نویس · سنت لوسیا · سنت وینسنت و گرنادین‌ها · جزایر سلیمان · تووالو · بریتانیا |       | ویلیام، شاهزاده ولز زادهٔ ۱۴ نوامبر ۱۹۴۸ ‏(۷۶ سال)                                                | بزرگترین پسر الیزابت دوم                          |
| بحرین |       | سلمان بن حمد بن عیسی آل خلیفه زادهٔ ۲۱ اکتبر ۱۹۶۹ ‏(۵۵ سال)                                       | بزرگترین پسر حمد بن عیسی آل‌خلیفه                  |
| بلژیک |       | شاهدخت الیزابت، دوشس برابانت زادهٔ ۲۵ اکتبر ۲۰۰۱ ‏(۲۳ سال)                                        | بزرگترین فرزند شاه فیلیپ بلژیک                    |
| بوتان (کشور) |       | Crown Prince Jigme Namgyel Wangchuck زادهٔ ۵ فوریهٔ ۲۰۱۶ (age خطای عبارت: عملگر < دور از انتظار ) | بزرگترین پسر جیگمی خسار نامگیال وانگچوک           |
| برونئی |       | المهتدی بالله البلقیه زادهٔ ۱۷ فوریهٔ ۱۹۷۴ ‏(۵۱ سال)                                               | بزرگترین پسر حسن البلقیه                          |
| دانمارک |       | فردریک، ولیعهد دانمارک زادهٔ ۲۶ مهٔ ۱۹۶۸ ‏(۵۶ سال)                                                 | بزرگترین پسر مارگریت دوم دانمارک                  |
| ژاپن |       | ناروهیتو زادهٔ ۲۳ فوریهٔ ۱۹۶۰ ‏(۶۵ سال)                                                            | بزرگترین پسر آکی‌هیتو                              |
| اردن |       | حسین بن عبدالله دوم زادهٔ ۲۸ ژوئن ۱۹۹۴ ‏(۳۰ سال)                                                  | بزرگترین پسر عبدالله دوم                          |
| کویت |       | نواف الاحمد الجابر الصباح زادهٔ ۲۵ ژوئن ۱۹۳۷ ‏(۸۷ سال)                                            | برادر ناتنی صباح احمد جابر صباح                   |
| لسوتو |       | Crown Prince Lerotholi Seeiso زادهٔ ۱۸ آوریل ۲۰۰۷ ‏(۱۷ سال)                                       | بزرگترین پسر لتسی سوم لسوتو                       |
| لیختن‌اشتاین |       | آلوئیس، شاهزاده ارثی لیختن اشتاین زادهٔ ۱۱ ژوئن ۱۹۶۸ ‏(۵۶ سال)                                    | بزرگترین پسر شاهزاده هانس ادام دوم                |
| لوکزامبورگ |       | Hereditary Grand Duke Guillaume زادهٔ ۱۱ نوامبر ۱۹۸۱ ‏(۴۳ سال)                                    | بزرگترین فرزند دوک اعظم آنری، دوک اعظم لوگزامبورگ |
| موناکو |       | Hereditary Prince Jacques, Marquis of Baux زادهٔ ۱۰ دسامبر ۲۰۱۴ ‏(۱۰ سال)                         | تن‌ها پسر مشروع آلبرت دوم                          |
| مراکش |       | مولای حسن زادهٔ ۸ مهٔ ۲۰۰۳ ‏(۲۱ سال)                                                               | بزرگترین پسر محمد ششم (مراکش)                     |
| هلند |       | کاتارینا-آمالیا، شاهدخت اورانیه زادهٔ ۷ دسامبر ۲۰۰۳ ‏(۲۱ سال)                                     | بزرگترین فرزند شاه ویلم-آلکساندر                  |
| نروژ |       | هوکون، ولیعهد نروژ زادهٔ ۲۰ ژوئیهٔ ۱۹۷۳ ‏(۵۱ سال)                                                  | تنها پسر هارالد پنجم نروژ                         |
| عربستان سعودی |       | محمد بن سلمان آل سعود زادهٔ ۳۱ اوت ۱۹۸۵ ‏(۳۹ سال)                                                 | پسر سلمان بن عبدالعزیز آل سعود                    |
| سوئد |       | ویکتوریا، ولیعهد سوئد زادهٔ ۱۴ ژوئیهٔ ۱۹۷۷ ‏(۴۷ سال)                                               | بزرگترین فرزند شاه کارل گوستاف شانزدهم سوئد       |
| تونگا |       | Crown Prince Tupoutoʻa ʻUlukalala زادهٔ ۱۷ سپتامبر ۱۹۸۵ ‏(۳۹ سال)                                 | بزرگترین پسر توپوی ششم                            |

## در پادشاهی‌های فدرال

### مالزی
| کشور                       | تصویر | عنوان                | وارث بلافصل کنونی                                            | نسبت با فرمانروای کنونی |
| -------------------------- | ----- | -------------------- | ------------------------------------------------------------ | ----------------------- |
| جوهور (ایالت) Darul Takzim |       | Tunku Mahkota        | Tunku Ismail Idris ibni Sultan Ibrahim Ismail                | Eldest son              |
| کداح Darul Aman            |       | Raja Muda            | Tunku Sarafuddin Badlishah Sultan Sallehuddin                | Eldest son              |
| کلانتان Darul Naim         |       | Tengku Mahkota       | Tengku Muhammad Faiz Petra                                   | Younger brother         |
| پاهانگ Darul Makmur        |       | Tengku Mahkota       | عبدالله پاهانگ                                               | Eldest son              |
| پراک Darul Ridzuan         |       | Raja Muda            | Raja Ja'afar ibni Raja Muda Musa                             | Cousin                  |
| پرلیس Indera Kayangan      |       | Raja Muda            | Tuanku Syed Faizuddin Putra ibni Syed Sirajuddin Jamalullail | Eldest son              |
| سلانگور Darul Ehsan        |       | Raja Muda            | Tengku Amir Shah ibni Sultan Sharafuddin Idris Shah          | Eldest son              |
| ترنگگانو Darul Iman        |       | Yang di-Pertuan Muda | Tengku Muhammad Ismail ibni Sultan Mizan Zainal Abidin       | Eldest son              |

### امارات متحده عربی
| کشور         | تصویر | وارث بلافصل کنونی                               | نسبت با فرمانروای کنونی |
| ------------ | ----- | ----------------------------------------------- | ----------------------- |
| امارت ابوظبی |       | محمد بن زاید آل نهیان                           | Half brother            |
| عجمان        |       | Sheikh Ammar bin Humaid bin Rashid Al Nuaimi    |                         |
| دبی          |       | حمدان بن محمد آل مکتوم                          | Second son              |
| فجیره        |       | محمد بن حمد الشرقی                              | Eldest son              |
| رأس‌الخیمه    |       | Sheikh Muhammed bin Saud bin Saqr Al Qasimi     |                         |
| شارجه        |       | Sheikh Sultan bin Mohammed bin Sultan Al Qasimi |                         |
| ام‌القوین     |       | Sheikh Rashid bin Saud bin Rashid Al Mualla     |                         |

## پادشاهی‌های بدون وارث بلافصل
| کشور     | فرمانروای کنونی                         | دلیل نبود وارث بلافصل                                       | وارث مقدر کنونی                | نسبت                           |
| -------- | --------------------------------------- | ----------------------------------------------------------- | ------------------------------ | ------------------------------ |
| آندورا   | شاهزاده آندورا خوان انریک بیبس سیسیلیا  | جانشین را باید پاپ منصوب کند.                               | None                           | None                           |
| آندورا   | دو شاهزاده آندورا امانوئل مکرون         | جانشین را باید شهروندان فرانسه انتخاب کنند.                 | None                           | None                           |
| کامبوج   | شاه نوردوم سیهامونی                     | فرمانروای جدید انتخاب خواهد شد.                             | ندارد                          | ندارد                          |
| مالزی    | یانگ دی‌پرتوان آگونگ محمد پنجم کلانتان   | فرمانروای جدید انتخاب خواهد شد.                             | ندارد                          | ندارد                          |
| عمان     | سلطان قابوس بن سعید                     | سلطان فرزندی ندارد. جانشین منصوب شده‌است.                    | نام جانشین از اسرار دولتی است. | نام جانشین از اسرار دولتی است. |
| قطر      | امیر تمیم بن حمد بن خلیفه آل ثانی       | امیر قطر.                                                   | عبدالله بن حمد آل ثانی         | برادر                          |
| ساموآ    | O le Ao o le Malo Va'aletoa Sualauvi II | فرمانروای جدید انتخاب خواهد شد.                             | ندارد                          | ندارد                          |
| اسپانیا  | پادشاه فلیپه ششم                        | شاه پسر ندارد.                                              | لئونور، شاهدخت آستوریاس        | دختر بزرگ                      |
| اسواتینی | شاه مسواتی سوم                          | جنشین باید انتخاب شود.                                      | ندارد                          | ندارد                          |
| تایلند   | شاه واجیرالونگکورن                      | شاه فرزندان زیادی دارد ولی هیچ‌یک به ولی عهدی اعلام نشده‌اند. | Dipangkorn Rasmijoti           | پسر مشروع                      |
| واتیکان  | پاپ فرانسیس                             | مجمع انتخاب پاپ                                             | ندارد                          | ندارد                          |